# Parelloop 2008
De Parelloop 2008 vond plaats op zondag 6 april 2008. Het was de twintigste editie van dit evenement. 
De wedstrijd bij de mannen werd gewonnen door de Keniaan Moses Masai in 27.22. Hij versloeg de winnaar van het jaar ervoor, zijn landgenoot Micah Kogo, met zeven seconden. Joseph Ebuya maakte het Keniaanse podium compleet door in 27.33 te finishen. Ook bij de vrouwen was het Kenia dat de dienst uitmaakte, doordat Nancy Kipron de wedstrijd won in 32.43, gevolgd door Flomena Chepchirchir in 33.01. De enige die een deuk in het Keniaanse bastion kon slaan, was de Belgische Fatiha Baouf in 33.10, die er in elk geval voor zorgde, dat niet ook bij de vrouwen het erepodium uit louter Keniaanse vertegenwoordigers bestond.  
Naast de 10 km kende het evenement ook een 5 km, een studentenloop over 2,35 km en 1000 meter en een aantal kinderlopen.

## Wedstrijd
Mannen
| rang   | naam               | land | tijd  |
| ------ | ------------------ | ---- | ----- |
| Goud   | Moses Masai        | KEN  | 27.22 |
| Zilver | Micah Kogo         | KEN  | 27.29 |
| Brons  | Joseph Ebuya       | KEN  | 27.33 |
| 4      | Mourad Marofit     | MAR  | 28.11 |
| 5      | Jamel Chatbi       | ITA  | 28.33 |
| 6      | Nicholas Koech     | KEN  | 28.37 |
| 7      | Saji Bouazza       | MAR  | 28.58 |
| 8      | Julius Kuto        | KEN  | 28.59 |
| 9      | Elijah Mbogo       | KEN  | 29.14 |
| 10     | Boniface Biwott    | KEN  | 29.16 |
| 11     | Mohammed Elhachimi | MAR  | 29.20 |
| 12     | Jamal Baligha      | MAR  | 29.21 |
| 13     | Mark Tanui         | KEN  | 29.21 |
| 14     | Greg van Hest      | NED  | 29.23 |
| 15     | Emmanuel Biwott    | KEN  | 29.23 |
| 16     | Guy Fays           | BEL  | 29.25 |
| 17     | Patrick Stitzinger | NED  | 29.26 |
| 18     | Samson Chebii      | KEN  | 29.48 |
| 19     | Abraham Tandoi     | KEN  | 29.59 |
| 20     | Hans Janssens      | BEL  | 30.02 |

Vrouwen
| rang   | naam                 | land | tijd  |
| ------ | -------------------- | ---- | ----- |
| Goud   | Nancy Kipron         | KEN  | 32.43 |
| Zilver | Flomena Chepchirchir | KEN  | 33.01 |
| Brons  | Fatiha Baouf         | BEL  | 33.10 |
| 4      | Anitha Kiptum        | KEN  | 33.34 |
| 5      | Masila Ndunge        | KEN  | 34.18 |
| 6      | Regina Nguria        | KEN  | 34.53 |
| 7      | Meriyem Lamachi      | MAR  | 36.11 |
| 8      | Nadja Wijenberg      | NED  | 36.23 |
| 9      | Corelien Kloek       | NED  | 37.35 |
| 10     | Inge van Bergen      | NED  | 38.07 |

1989 ·
1990 ·
1991 ·
1992 ·
1993 ·
1994 ·
1995 ·
1996 ·
1997 ·
1998 ·
1999 ·
2000 ·
2001 ·
2002 ·
2003 ·
2004 ·
2005 ·
2006 ·
2007 ·
2008 ·
2009 ·
2010 ·
2011 ·
2012 ·
2013 ·
2014 ·
2015 ·
2016 ·
2017 ·
2018 ·
2019 ·
2020 (afgelast) ·
2021 (afgelast) ·
2022 ·
2023 ·
2024